# 袋熊
袋熊，即袋熊科（英語：Wombat，学名：Phascolomidae），是澳洲的有袋類动物。牠們的腳短及肌肉發達，身長約有1米，尾巴亦很短。牠們生活於澳洲東南部及塔斯馬尼亞州的森林、山地及石楠地。

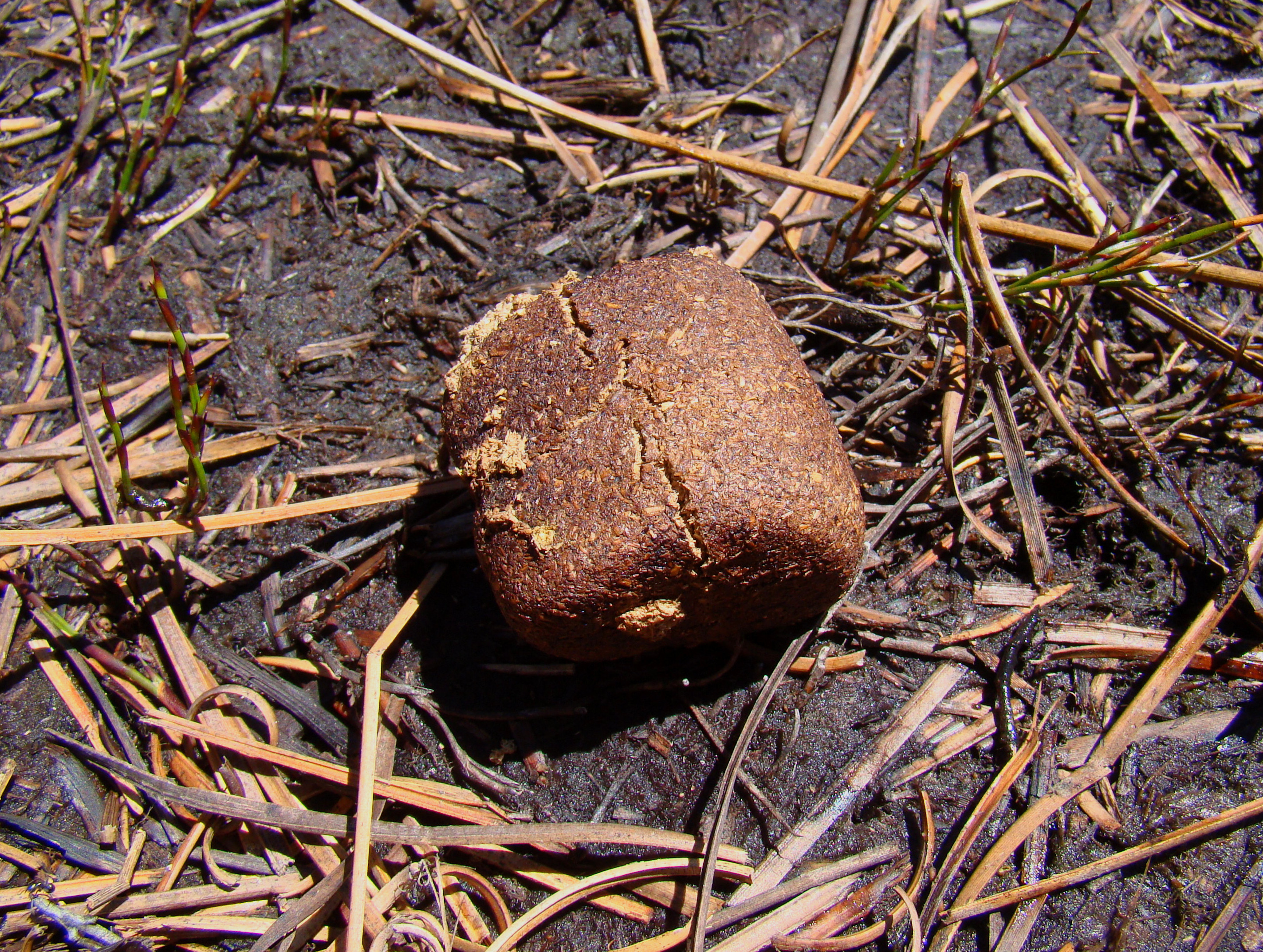
塔斯馬尼亞當地袋熊的方形粪便

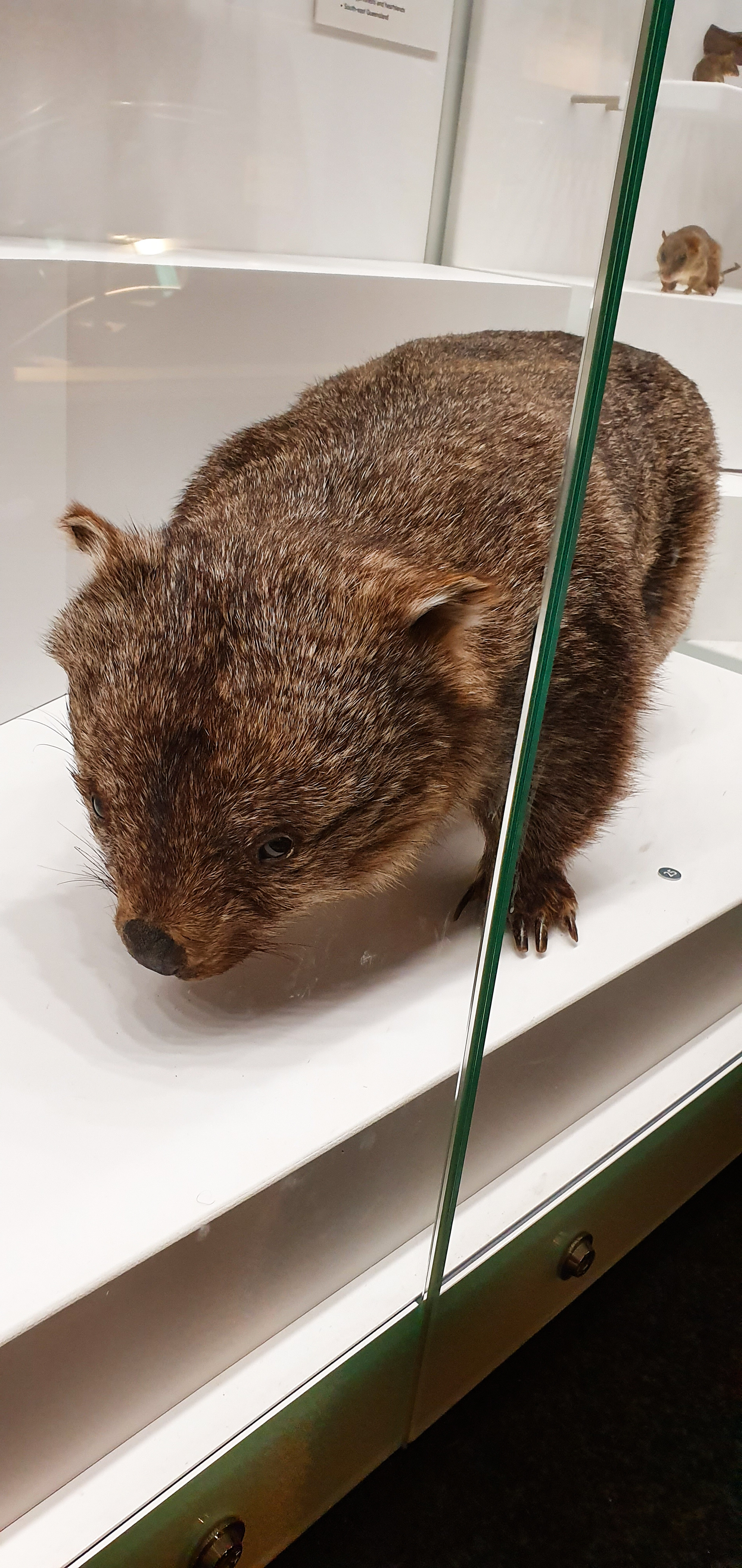
收藏於昆士蘭博物館的袋熊標本

## 特徵
袋熊會以其类似齧齒目动物的牙齒及強壯的爪來挖巢穴。雖然牠們主要是黎明、黃昏和夜間活動的，但仍會在涼爽或陰暗的白天出來攝食。牠們並非容易看見的動物，但所到之處都可以看到牠們留下的證據。
袋熊是草食性的，主要以草、莎草科、香草、樹皮及樹根為食物。牠們的門齒有點像齧齒目的，可以用來咬粗糙的樹，或挖洞穴。就像其他的草食性動物一樣，牠們的門齒與頰齒之間有很大的縱裂。另外，牠們的糞便是方形的 ，但生物學家還不是很清楚方形的排泄物的形成原因，一般推測是跟領地有關。
袋熊的毛皮顏色各有不同，一般由沙色至褐色，或灰色至黑色不等。所有其下的物種都約只有1米長，重20-35公斤。
野生袋熊壽命15年，圈養可達20年。

### 繁殖
雌性袋熊經過26-28日的妊娠期後，會在春天會產下一頭幼袋熊。牠們有良好發育的育幼袋，可保護幼袋熊6-7個月。袋熊在出生後15個月會斷奶，在18個月會達至性成熟。
另外，袋熊是有袋動物中少數袋子開口朝後的，可避免在挖地洞時泥土跑進袋中影響小袋熊。

### 生態及行為
袋熊的新陳代謝非常的慢，差不多要用14天的時間來完成消化，這有助於生活在乾燥的環境。牠們一般行動得很慢，但當遇上危害時，逃走速度可以達40km/h，並維持達90秒。袋熊會保護由其巢穴為中心的疆界，對入侵者存有攻擊性。塔斯馬尼亞袋熊的疆界達23公頃，而毛鼻袋熊屬的則不多於4公頃。
澳洲野犬及袋獾會獵食袋熊。當受到攻擊時，袋熊會發揮巨大的抵抗力。例如當牠受到地底下的掠食者攻擊時，牠會破壞地底隧道，令掠食者窒息。牠主要的防禦是靠身體後部以軟骨組成的結構。連同不怎麼長的尾巴，可以避免在逃走入隧道時被掠食者攻擊尾部。
獨特的是，自然界中澳洲袋熊是目前已知唯一會排出立方體排遺的動物。

## 演化
袋熊是屬於雙門齒目。牠們的祖先於5500-2600萬年前開始演化。在進入冰河時期前共有11個物種生成，當中幾類的體型像犀牛（如雙門齒獸），是有袋類中最大的。最早的澳洲原住民到達時正值雙門齒獸最為普遍的時期，這類動物的滅絕可能是被獵殺、失去棲息地等原因所造成。

## 物種
袋熊現存的只有三個物種：
- 塔斯馬尼亞袋熊（Vombatus ursinus/Bear nosed wombat/Common wombat)
- 毛鼻袋熊（Lasiorhinus latifrons/Southern hairy nosed wombat)
- 澳洲毛鼻袋熊（Lasiorhinus krefftii/Northern hairy nosed wombat)

## 與人類的關係
被飼養的袋熊可以很溫馴。很多澳洲的公園、動物園及其他旅遊設施都有袋熊展覽。
但是由於袋熊外型可愛，人們容易缺乏足夠警戒心，袋熊可能在憤怒或鬧情緒時帶有攻擊性。袋熊的體重可以將一般體型的成人撞倒，利齒及爪可以造成損傷。袋熊一咬可以咬破褲子、厚羊毛襪及膠靴，並造成2厘米深的傷口。過去曾為世界最老的袋熊為澳洲巴拉瑞特野生動物園的派翠克(Patrick)。2017年派翠克在巴拉瑞特野生動物園的工作人員陪伴下辭世，享年31歲，相當於人類的130歲。
2022年1月31日金氏世界紀錄認證目前世界上最老的袋熊為日本大阪府池田市立五月山動物園的ワイン（譯為紅酒，Wine）。ワイン於1989年在澳洲出生。1989年11月1日，其母親遭路殺，在母親育兒袋內僅11個月大的ワイン幸運的被澳洲野生動物保護組織Trowana Wildlife Sancutary救出。1990年5月，為了紀念池田市與澳洲朗塞斯頓市成為姐妹市25週年，澳洲朗塞斯頓市贈送ワイン和其他澳洲特有動物給池田市。2020年3月1日，五月山動物園成立Wombat-TV提供袋熊的24小時直播，民眾也可以在Youtube頻道上看到ワイン和其他袋熊可愛的生活樣貌。

## 外部連結
- South Australian Government Faunal Emblem (official website)
- Wombania's Wombat Information Index
- Russell The Wombat's Burrow
- Fauna of Australia, Vombatidae by R. T. Wells